# КрАЗ-7634
КрАЗ Н27.3ЕХ (КрАЗ-7634НЕ) — тяжёлый специальный четырёхосный бескапотный автомобиль-шасси повышенной проходимости с компоновочной схемой «кабина перед двигателем», монтажной длиной рамы 8080 мм и грузоподъёмностью 27 тонн.

## История
Демонстрационный образец КрАЗ-7634НЕ был представлен 30 января 2014 года и был направлен на испытания в мае 2014 года
14 ноября 2018 года министр обороны Украины С. Т. Полторак сообщил о намерении использовать шасси КрАЗ для установки 300-мм РСЗО «Ольха». В январе 2019 года в войска передали первое шасси КрАЗ-7634НЕ (с двигателем 460 л. с., изменённой выхлопной системой и топливными баками новой конструкции).

## Строение автомобиля

### Кузов
Кузов автомобиля состоит из кабины и рамы.
Кабина модели Hubei RDGD размещена перед двигателем и состоит из пассажирского отделения без спального места.
Рама изготовлена из горячекатаных швеллеров из низколегированной стали, которые соединены между собой поперечинами.

### Двигатель
КрАЗ-7634 оснащён турбодизельным двигателем V8 ЯМЗ-7511.10, объёмом 14,860 л, мощностью 400 л.с. (294 кВт) при 1900 об/мин и крутящим моментом 1715 Нм при 1100—1300 об/мин, экологического класса Евро-3.
Возможна установка иных двигателей иностранного производства.

### Шасси

#### Трансмиссия
КрАЗ-7634 оснащен однодисковым сцеплением ЯМЗ-184 и двухдиапазонной 9-ступенчатой коробкой передач ЯМЗ-2391.
В трансмиссию шасси входит: раздаточная коробка с межосевым дифференциалом, первый и второй управляемые мосты, мосты задней тележки с межосевым дифференциалом на среднем мосту, межколёсные дифференциалы всех мостов с принудительной блокировкой всех межколесных и межосевых дифференциалов.

#### Ходовая часть
Подвеска первого и второго мостов состоит из продольных полуэллиптических рессор и телескопических амортизаторов, подвеска задней балансирной тележки на двух продольных полуэллиптических рессорах.
Шины 445/65R22,5.

#### Механизм управления
Рулевой механизм — интегрального типа со встроенным гидравлическим усилителем. Минимальный радиус поворота автомобиля благодаря поворотной первой и второй оси составляет 14 м.

## Модификации
- КрАЗ-7634 — базовая модель.
- КрАЗ-7634НЕ-000 — транспортно-заряжающая машина РСЗО «Ольха» (бортовой КрАЗ-7634 для перевозки 12 ракет, оснащённый стреловым краном)
- KrAZ Hurricane — 2 января 2015 года главный конструктор ОАО «АвтоКрАЗ» Сергей Васичек заявил, что на шасси КрАЗ-7634 разрабатывается многоцелевой модульный бронеавтомобиль, и первый прототип этой бронемашины будет представлен в первой половине 2015 года[источник не указан 3405 дней]. 9 февраля 2015 генеральный директор «АвтоКрАЗ» Роман Черняк сообщил, что строительство бронемашины ещё не начато[6]. В дальнейшем, 19 февраля 2015 года компания Streit Group представила демонстрационный образец бронемашины Hurricane на шасси КрАЗ-7634НЕ[7] с американским дизельным двигателем Cummins ISME 385 и автоматической коробкой передач Allison[8]